# ヴァイルス

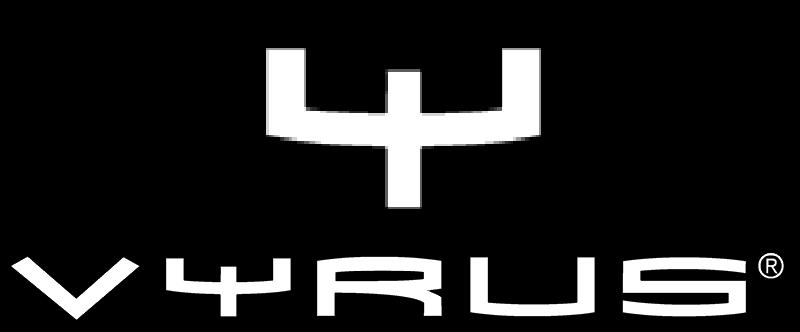
ロゴ

ヴァイルス（VYRUS）は、イタリアエミリア＝ロマーニャ州リミニ県コリアーノに本社を置くオートバイメーカー・ブランドである。2001年に、ビモータのエンジニアであったアスカニオ・ロドリゴがオスペダレットに設立した。

## 車種
- 984 C³ 2V
- 984 C³ 4V
- 985 C³ 4V
- 987 C³ 4V
- 987 C³ 4V R
- 987 C³ 4V Supercharged